# Analogiebewijs
In de logica is een analogiebewijs een redeneervorm waarbij op grond van een vergelijking met een ander geval een conclusie wordt afgeleid.

## Formele notatie
In standaard predicatenlogica kan een analogie als volgt worden geconstrueerd:
{\displaystyle {\frac {A(x),\quad A(y),\quad A(x)\rightarrow C(x)}{C(y)}}}
{\displaystyle A(x)} en {\displaystyle A(y)} zijn twee verschillende situaties die analoog aan elkaar zijn. Omdat {\displaystyle A(x)} leidt tot {\displaystyle C(x)}, zal naar analogie {\displaystyle A(y)} dus tot {\displaystyle C(y)} leiden. Of deze analogie klopt, hangt af van de eigenschappen van {\displaystyle x} en {\displaystyle y}. 

## Voorbeelden
Er kan worden onderscheiden tussen een sterke analogie en een zwakke analogie. Bij een zwakke analogie zijn de eigenschappen van de vergeleken objecten niet volledig identiek. Zwakke analogieën zijn minder overtuigend, omdat de conclusie niet noodzakelijk is.
In de wiskunde zou {\displaystyle A} een formule kunnen zijn, waarvan {\displaystyle C} de uitkomst is. {\displaystyle x} en {\displaystyle y} zijn in te voeren getallen. In dat geval is een bewerking op {\displaystyle x} hetzelfde als een bewerking op {\displaystyle y}. Dit is een voorbeeld van een sterke analogie.  
Een ander voorbeeld:
{\displaystyle {\frac {{\text{griep(Jan)}},\quad {\text{griep(Piet)}},\quad {\text{griep(Jan)}}\rightarrow {\text{naar het ziekenhuis(Jan)}}}{\text{naar het ziekenhuis(Piet)}}}}
Anders gezegd: 
Jan heeft griep, Piet heeft griep. Jan moet naar het ziekenhuis voor griep. Dus Piet moet ook naar het ziekenhuis voor griep.
Dit is een voorbeeld van een zwakke analogie. Jan en Piet kunnen andere eigenschappen hebben die niet in deze analogie vermeld staan, zoals verschillend DNA of verschillende levensomstandigheden. Het hoeft dus niet zo te zijn dat Piet ook naar het ziekenhuis moet voor zijn griep.